# Auguste
Auguste was een sterrenrestaurant gevestigd in Maarssen in Nederland. Het had een Michelinster in de periode 2006-2008. Chef-kok in de periode van de Michelinster was Karl van Baggem, later eigenaar en chef-kok van De Hoefslag. Auguste was lid van de Alliance Gastronomique Néerlandaise in de periode 2007-2008.

## Het gebouw in latere periode
Het gebouw ging na de periode dat er een sterrenrestaurant in gevestigd was, diverse malen in andere handen over. Daarbij kregen de diverse restaurants ook de naam Auguste.
In 2009 werd Siwan Balli eigenaar, met chef-kok Giulio Iadarola, die eerder werkte bij De Lindehof en Tante Koosje.
In 2020 werd het opnieuw ingericht. In dat jaar was Mark de Vries chef-kok. In 2021 had het restaurant de onderscheiding Bib gourmand.